# 勞勃·布朗
勞勃·布朗（英語：Robert Brown，1921年7月23日—2003年11月11日），已故英國演員，早期演藝生涯時常在各部電影以及電視劇客串演出。1981年柏納德·李因病去世，在1983年的電影《八爪女》正式接替柏納德·李，成為第二任M先生。

## 電影作品
- 賓漢 (1959年)
- 俾斯麥艦殲滅戰 (1960年)
- 斯巴達300壯士 (1962年)
- 神秘潛艇 (1963年)
- 007：海底城 (1977年)
- 007：八爪女 (1983年)
- 007：雷霆殺機 (1985年)
- 007：黎明生機 (1987年)
- 007：殺人執照 (1989年)

## 外部連結
| 前任： 柏納德·李 | 在007飾演M的演員 1983-1989 | 繼任： 茱蒂·丹契 |